# 3-е Комиссаровское
3-е Комиссаровское, также известна как Комиссаровское-Три — упразднённая деревня в Шербакульском районе Омской области России. Находилась на территории современного Борисовского сельского поселения. К 2001 году — урочище.

## История
Точная дата упразднения неизвестна.

## География
3-е Комиссаровское находится в юго-западной части Омской области, в пределах Ишимской равнины, являющейся частью Западно-Сибирской равнины.
Абсолютная высота — 112 м над уровнем моря.
Географическое положение
Находится примерно в 2 220 км к востоку от Москвы, в 75 км к юго-востоку от Омска.

## Инфраструктура
Было развито сельское хозяйство.

## Транспорт
Просёлочная дорога.